# Casa de las Muertes
La Casa de las Muertes es una vivienda diseñada por el arquitecto Juan de Álava en el casco histórico de ciudad de Salamanca (España). La denominación popular de la casa responde a una mezcla entre leyenda popular e historia. La casa posee cuatro calaveras talladas en piedra que, a modo de ménsula, parecen colgar de las jambas de las dos ventanas superiores de la fachada. Esta característica ornamental, unida a un asesinato de cuatro habitantes acaecido a comienzos del siglo XIX, le dio como nombre popular: "Casa de las Muertes".

## Historia

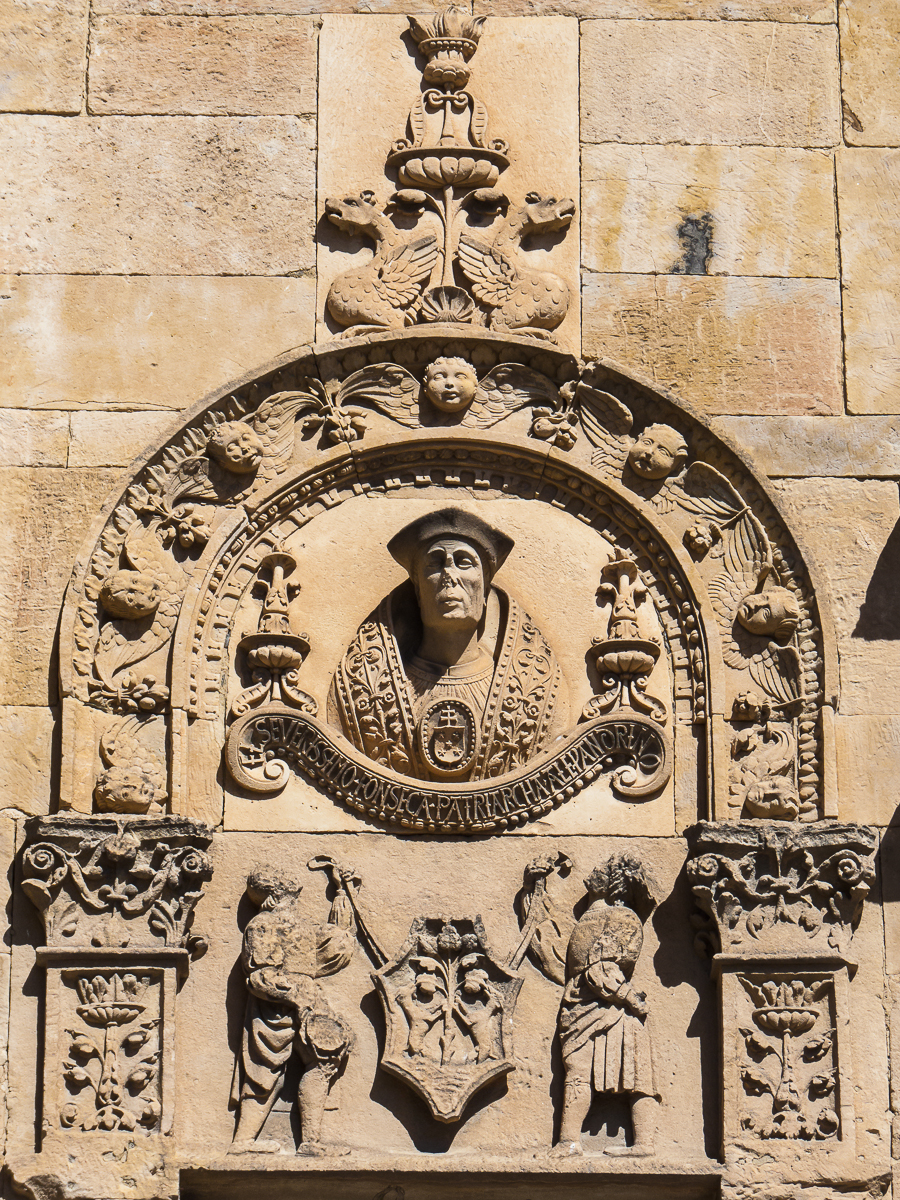
Detalle de la fachada

La casa se encontraba ubicada en una calle de Tapiceros, actualmente en la calle de Bordadores. En 1500 Alfonso de Fonseca hace construir esta casa (junto con el Palacio de La Salina). A comienzos del siglo XIX se produce un cuádruple asesinato de una familia compuesta de cuatro individuos que habitaba en su interior. Este suceso impresionó a los habitantes de Salamanca y acrecentó la denominación popular de la "Casa de las Muertes". En mayo de 1835 una señorita que, meses antes había despedido a sus criados, habitando en su retiro en la casa aparece una mañana asesinada en el pozo del patio. A causa de estos sucesos la casa quedó deshabitada por algún tiempo hasta que volvió a ser habitada a finales del siglo XIX.

## Características
Lo más destacable de la casa es la fachada, labrada en la piedra franca de las canteras salmantinas de Villamayor. Toda ella muestra una ornamentación plateresca. En un medallón central puede verse un busto con la leyenda dedicada a Alfonso de Fonseca, donde se puede leer la inscripción: Severísimo Fonseca Patriarcha Alexandrino.